# 大和川錦舟
大和川 錦舟（やまとがわ きんしゅう、生没年不詳）とは、江戸時代の浮世絵師。

## 来歴
師系・経歴不明。「大和川錦舟」と落款した肉筆画「俳優図」（紙本着色）が作として知られるのみで、作画期は宝暦の頃とされる。